# 메누아스

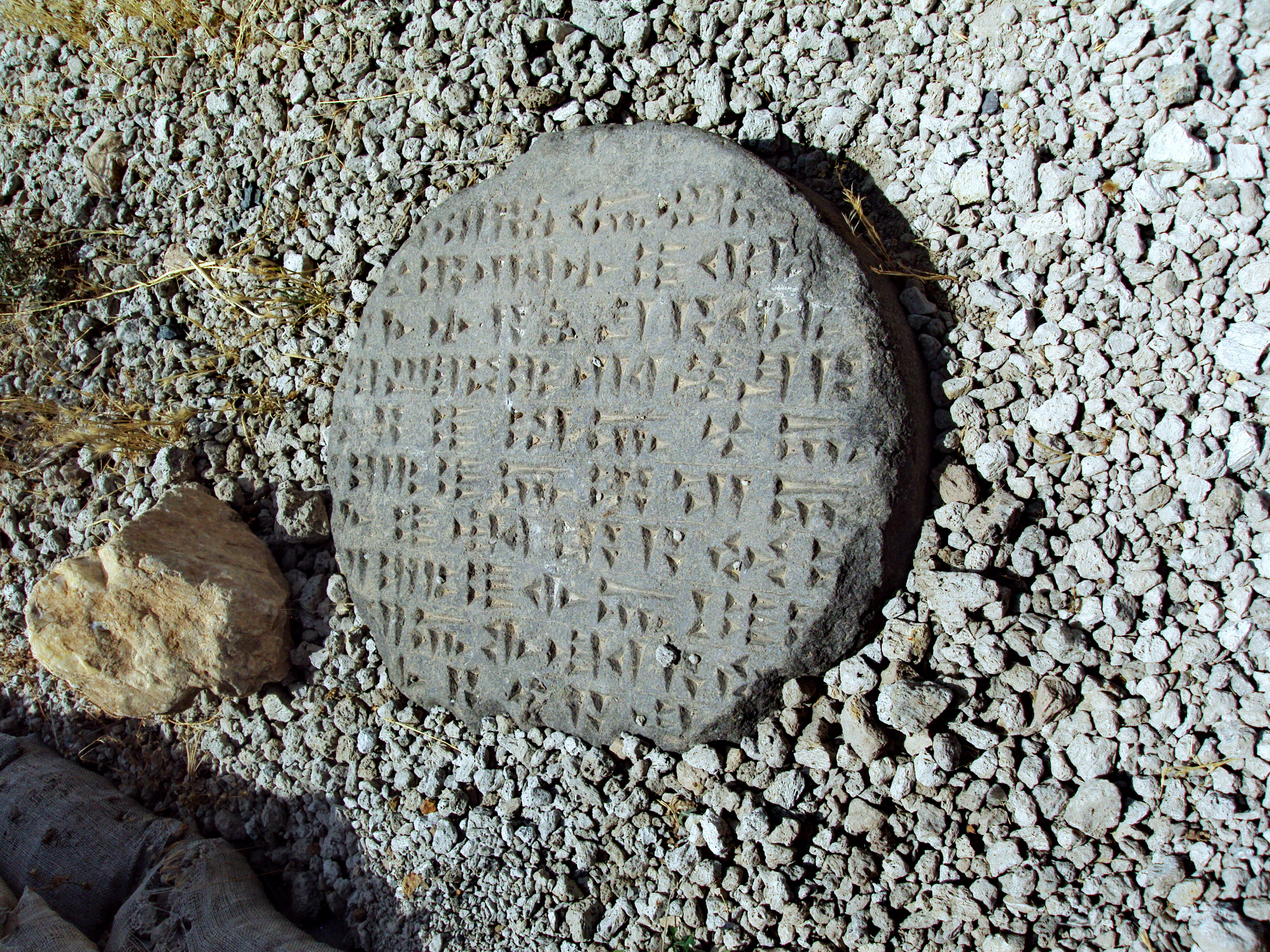

메누아는 아르메니아고원의 고대 왕국 우라르투의 5번째 왕(재위: 810 BC~기원전 7세기 후반)이다.
우라르투의 왕 이쉬푸이니스의 어린 왕자로, 그는 선왕의 통치 마지막 해에 공동 통치자로 선택되었다. 메누아는 왕국을 확장시켰는데 인접 국가와 수많은 전쟁을 벌였다. 그는 제국의 외형을 갖추었고 중앙 집권적 구조를 조직하였다. 그리고 도시들을 요새화하고 요새들을 건설하였다. 그 중에는 아라랏 산의 메누아키닐도 있었다. 메누아는 왕국 전체에 운하와 관개 시설을 설치하였다. 몇몇 운하는 오늘날에도 사용 중이다.
그는 그의 아들 아르기쉬티스 1세에 의해 계승되었다.
| 전 대 이쉬푸이니 | 제5대 우라르투 국왕 기원전 810년-기원전 785년 | 후 대 아르기쉬티스 1세 |